# Joaquim Alier i Gómez
Joaquim Alier i Gómez (Barcelona, 20 de juliol de 1907 – Reus, 10 de novembre de 1968) fou un metge psiquiatre català.

## Biografia
Va néixer al carrer de les Corts de Barcelona, fill de Joan Baptista Alier i de Sara Gómez. Va estudiar i es va llicenciar a Barcelona el 1931; fou deixeble d'Emili Mira. Exercí també a Barcelona, i després a Veneçuela, Nova Guinea, Indonèsia, Austràlia (a la ciutat de Brisbane) i a Nova York als Estats Units, on va ser professor del 1952 al 1954. Llavors va retornar a Catalunya, d'on havia marxat el 1939 després de la victòria dels feixistes i va aconseguir ser nomenat cap del Laboratori Psicotècnic de Barcelona i després director de l'Institut Pere Mata (manicomi) de Reus. El seu camp d'investigació foren les lesions orgàniques en les esquizofrènies. Va publicar diversos treballs sobre medicina i psiquiatria tropicals. Les seves memòries no van arribar a ser publicades.
Es va casar amb l'escriptora Maria Teresa Aixalà i Farreras (1913-1993). El seu fill fou el crític musical Roger Alier i Aixalà.